# Calenberger Siefen
Der Calenberger Siefen ist ein Fließgewässer zwischen Jähhardt und Dürscheider Hütte in der Gemeinde Kürten. Er ist ein gut 541 m langer, östlicher und orographisch linker Zufluss des Dürschbachs.

## Geographie

### Verlauf
Der Calenberger Siefen entspringt in einem Wiesengebiet bei Jähhardt auf einer Höhe von 217 m ü. NHN und fließt dann nach Westen. Nachdem er den Hang herunter durch ein Waldgebiet fließt, biegt er kurz vor der Dürscheider Hütte nach Süden ab, um am dortigen Klärwerk von links in den Dürschbach zu münden. Der Bach hat keine benannten Nebengewässer.
In der Aue des Bachs dominieren Waldgelände und landwirtschaftlich genutzte Flächen.

### Einzugsgebiet
Das Einzugsgebiet des Calenberger Siefen liegt in der Bärbroicher Höhe und wird durch ihn über den Dürschbach, die Sülz, die Agger, die Sieg und den Rhein zur Nordsee entwässert.
Das Einzugsgebiet im Bereich des Quellgebiets wird von Ackerland dominiert, ansonsten ist das Einzugsgebiet zum größten Teil bewaldet.
Geologisch wird das Einzugsgebiet von Ton-, Schluff-, und Sandgesteinen aus dem Mitteldevon geprägt.

## Geschichte
Parallel zum Calenberger Siefen verläuft als Hohlweg ein Teil des alten Kurfürstenweg. Der Weg wurde bis Mitte des 19. Jahrhunderts genutzt, um Holzkohle zur Eisenhütte Dürscheider Hütte zu transportieren. Historisch handelt es sich um einen alten Handels- und Heerweg, der an dieser Stelle das Dürschtal querte. Er wird auch kleiner Heerweg genannt und verlief von Köln über Bensberg bis nach Meinerzhagen.
Mehrere alte Wege- bzw. Grenzsteine sind noch erhalten. Diese haben die Aufschrift CTC 1755. CTC steht für Carl Theodor Churfürst, den Herzog Karl Theodor von Jülich-Berg.

## Naturdenkmal

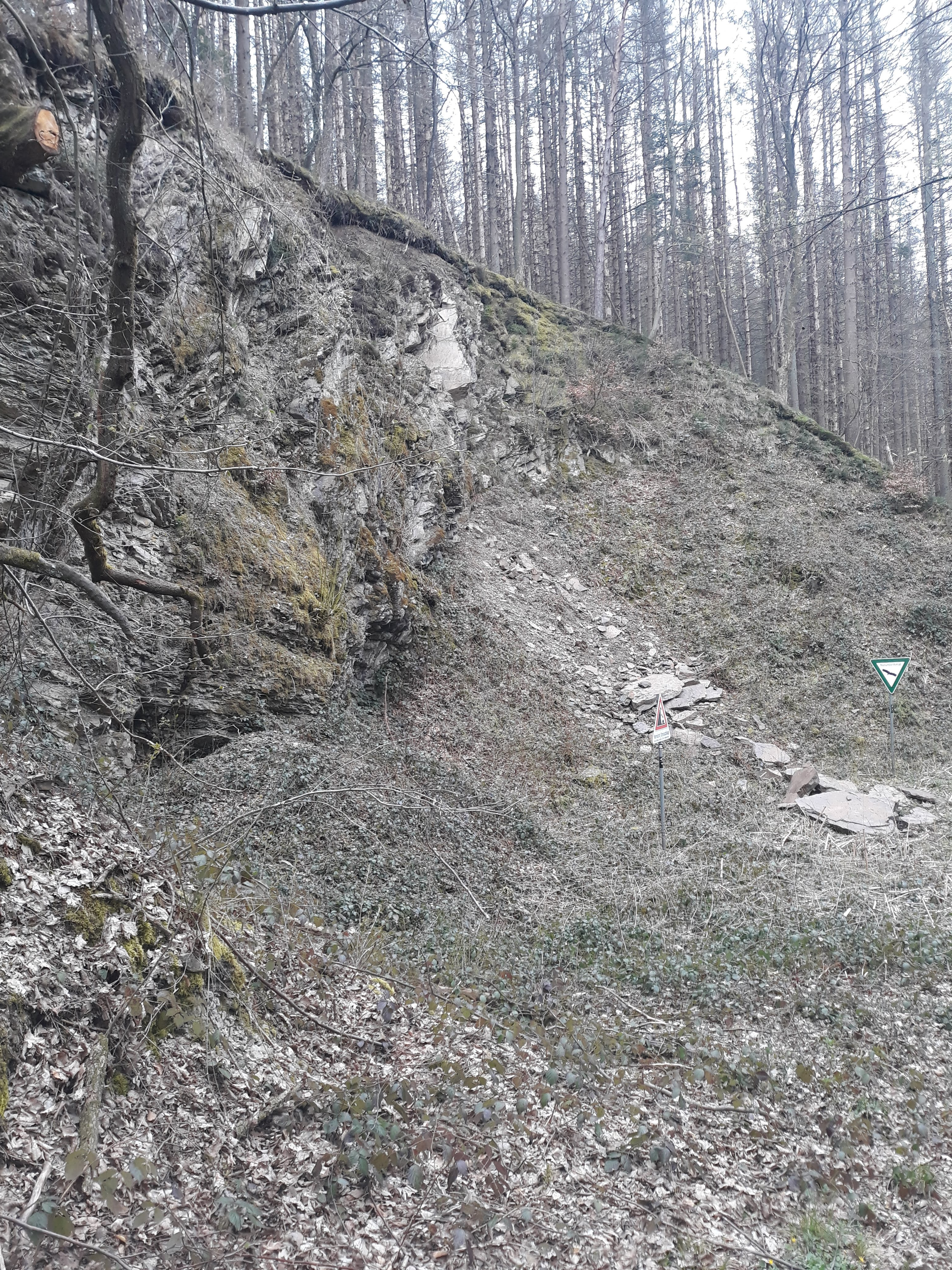
Steinbruch in Dürscheider Hütte

Am Calenberger Siefen nördlich der Dürscheider Hütte ist ein aufgelassener Steinbruch aus dem Devon. Er ist als Naturdenkmal unter Schutz gestellt.